# Bulbophyllum minutipetalum
Bulbophyllum minutipetalum là một loài phong lan thuộc chi Bulbophyllum.